# 青本和彦
青本 和彦（あおもと かずひこ、1939年 - ）は、日本の数学者。名古屋大学名誉教授。
1961年東京大学理学部数学科卒業。1963年東京大学大学院数物系研究科修士課程修了。青本の積分公式および青本・ゲルファント超幾何関数を導入したことで知られる。
2018年瑞宝中綬章受章。

## 書籍
- 「岩波講座 現代数学への入門」ISBN 9784000109598
- 「Theory of Hypergeometric Functions」
- 「微分と積分」ISBN 9784407023954
- 「直交多項式入門」ISBN 9784903342726
- 「超幾何関数論 (シュプリンガー現代数学シリーズ)、喜多通武との共著」ISBN 9784431706625